# 1704 en droit
Cet article présente les faits marquants de l'année 1704 en droit.

## Événements
- 19 février : l'empereur moghol Aurangzeb fait supprimer la jiziya[1].

- 28 février : ouverture à New York de la première école ouverte aux élèves noirs à l'initiative du Français Elias Neau[2]. Elle est brûlée comme hérétique en juillet 1706.

- 20 novembre, querelle des Rites : le pape Clément XI condamne les « rites chinois »[3] (adoption par les missionnaires jésuites d'éléments tirés du culte de Confucius et des ancêtres pour faciliter la diffusion du christianisme en Chine).